# Campeonato Mundial de Clubes de Balonmano de 2019
El Campeonato Mundial de Clubes de Balonmano de 2019 (oficialmente IHF Super Globe 2019) fue la 13.ª edición del Campeonato Mundial de Clubes de Balonmano. Fue celebrado por primera vez en Dammam, Arabia Saudita del 27 al 31 de agosto de 2019.

## Equipos Clasificados
Participarán del torneo los 6 campeones de cada torneo continental, el campeón defensor, el equipo anfitrión y dos equipos comodines.
| Equipo            | Clasificación                                                                         |
| ----------------- | ------------------------------------------------------------------------------------- |
| FC Barcelona      | Campeón defensor                                                                      |
| Zamalek SC        | Campeón Supercopa Africana de Balonmano 2019                                          |
| Al-Duhail SC      | Campeón Campeonato asiático de balonmano de clubes 2018                               |
| Sydney University | Campeón Copa de Campeones de Balonmano de Oceanía 2019                                |
| New York City THC | Campeón Campeonato de Clubes Senior de América del Norte y el Caribe 2019             |
| Taubaté Handebol  | Campeón Campeonato de balonmano masculino de clubes de América del Sur y Central 2019 |
| RK Vardar         | Campeón EHF Champions League                                                          |
| Al Wehda          | Campeón Liga Saudita de Balonmano.                                                    |
| THW Kiel          | Invitado                                                                              |
| Al Mudhar         | Invitado                                                                              |

## Estadísticas

### Clasificación General
| Medalla de oro    | Barcelona         |
| Medalla de plata  | THW Kiel          |
| Medalla de bronce | RK Vardar         |
| 4                 | Al Wehda          |
| 5                 | Zamalek SC        |
| 6                 | Taubaté           |
| 7                 | Al Mudhar         |
| 8                 | Al-Duhail SC      |
| 9                 | New York City THC |
| 10                | Sydney University |

| Predecesor: Mundial de Clubes 2018 | Campeonato Mundial de Clubes de Balonmano XIII edición Catar 2019 | Sucesor: Mundial de Clubes 2021 |